# Australoconops breviplatus
Australoconops breviplatus är en tvåvingeart som beskrevs av Schneider 2010. Australoconops breviplatus ingår i släktet Australoconops och familjen stekelflugor. Inga underarter finns listade i Catalogue of Life.